# Ириней (Таманини)
Епи́скоп Ирине́й (порт. Episcopal Irineo ; род. 28 августа 1966, Санта-Катарина) — архиерей Константинопольской православной церкви, епископ Тропейский (с 2025), викарий Буэнос-Айресской митрополии.

## Биография
Родился в католической семье. В 1997 году присоединился к православию и с 2000 года изучал новогреческий язык и богословие в Греции.
Епископом Аспендским Иеремией (Ференсом) 7 сентября 2001 года был хиротонисан во диакона, а 9 сентября — в сан пресвитера.
20 декабря 2003 года был пострижен в монашество.
13 июня 2008 года перешёл в клир Буэнос-Айресской митрополии. Осуществлял своё священническое служение в приходах Каноас и Сан-Хозе, а 15 марта 2011 года назначен настоятелем греческого прихода Святого Николая.
В период 2008—2010 годов он получил степень магистра истории в Государственном университете Санта-Катарина, а в период 2010—2013 годов — степень доктора истории в Федеральном университете Санта-Катарина. С 2013 по 2017 год проходил постдокторальное обучение в Федеральном университете Параны.
10 января 2025 года Священным синодом Константинопольской православной церкви был избран для рукоположения в сан епископа Тропейского, викария Буэнос-Айресской митрополии.
8 марта 2025 года в Благовещенском кафедральном соборе в Буэнос-Айресе был хиротонисан во епископский сан. Хиротонию совершили: митрополит Буэнос-Айресский Иосиф (Бош), архиепископ Анфидонский Нектарий (Селалмадзидис) (Иерусалимский патриархат), архиепископ Аспендский Иеремия (Ференс) и епископ Авидский Григорий (Цуцулис).